# Kōichi Shiozawa
Kōichi Shiozawa (塩沢 幸一 Shiozawa Kōichi?,  5 de marzo de 1881-17 de noviembre de 1943) fue un almirante de la Armada Imperial Japonesa, que destacó principalmente en la segunda guerra sino-japonesa.

## Biografía
Nacido en la ciudad de Matsumoto (Prefectura de Nagano), en Japón, en 1881, Shiozawa se graduó en la 32.ª promoción de la Academia Naval Imperial Japonesa en 1904, en la que compartió clase con Isoroku Yamamoto. Como guardiamarina sirvió en el buque nodriza de submarinos Karasaki y en el acorazado Asahi durante la guerra ruso-japonesa. Sería ascendido a alférez durante la misma y posteriormente fue asignado al destructor Hibiki; dos años después fue ascendido a subteniente y fue asignado al acorazado Mikasa. En 1909 ascendió a teniente y sirvió en el acorazado Sagami y posteriormente en el crucero Tone.
En 1914 se graduó en la Escuela de Guerra Naval y posteriormente fue ascendido a teniente comandante y asignado observador naval en el Reino Unido de 1917 a 1919. Allí sirvió en la Marina Real a bordo de los acorazados HMS Resolution y HMS Royal Oak durante la Primera Guerra Mundial contra la Marina Imperial alemana, como parte de la alianza anglo-japonesa. A su regreso a Japón fue ascendido a Comandante; cuatro años después fue ascendido a capitán. En 1926 recibió su primer mando: el crucero pesado Furutaka. Posteriormente fue asignado agregado naval en el Reino Unido y regresó a Japón en 1928, siendo ascendido a contraalmirante.
Entre 1929 y 1930 sirvió como jefe de Estado Mayor de la 1.ª Flota y posteriormente como comandante de la 1.ª Flota Expedicionaria hasta 1932. Posteriormente es asignado al Distrito de la Guardia de Chinkai hasta 1934; durante este tiempo es ascendido a vicealmirante. En los años posteriores es asignado director del Comando Aéreo-Naval (1934-1935), y comandante del Distrito Naval de Maizuru (1935-1936) y del Distrito Naval de Sasebo (1936-1937). En 1938 se forma la 5.ª Flota y se convierte en su primer comandante, interviniendo en las operaciones de Amoy y Cantón durante la segunda guerra sino-japonesa.
Para 1939 se convierte en director del Comando de Construcción Naval y es ascendido a almirante. Al año siguiente se le da el mando del Distrito Naval de Yokosuka.